# Alice Westlake
Alice Westlake (1842 – 1923) fue una pintora, grabadora y activista inglesa por los derechos de las mujeres. 

## Trayectoria
Hija de Sir Thomas Hare, nació con el nombre de Alice Hare. En 1864, se casó con un erudito en leyes, John Westlake. La pareja vivió en Londres y West Cornwall. En 1876, fue elegida miembro de la Junta Escolar de Londres para la división Marylebone; ocupó ese cargo hasta 1888. También sirvió en el Comité Electoral de la Junta Escolar de Londres y, por lo tanto, pudo ayudar a otras candidatas a ganar escaños en la Junta Escolar de Londres.
Westlake expuso en la Royal Academy entre 1875 y 1877;  también expuso en el Salón de París. La colección de la National Portrait Gallery de Londres incluye obra suya.
También participó en el movimiento sufragista. Ella y su hermana Katherine firmaron la petición de sufragio femenino de 1866 de John Stuart Mill. Westlake era miembro del grupo Langham Place. Estuvo muy involucrada con el hospital para mujeres de Elizabeth Garrett Anderson y prestó servicios en el comité central de la Sociedad Nacional para el Sufragio de las Mujeres.
Su retrato, pintado por Lowes Cato Dickinson, está en el University College Hospital de Londres.